# Trisoxazoliny

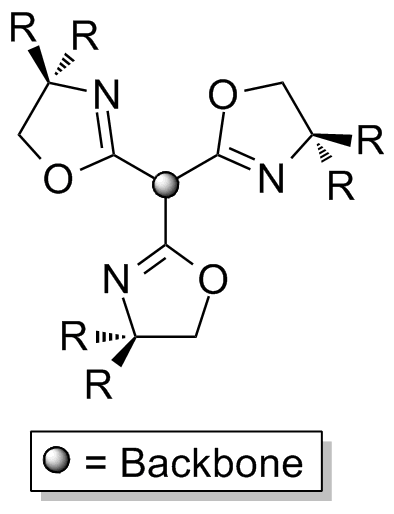
Obecná struktura trisoxazolinu

Trisoxazoliny jsou skupina tridentátních chirálních ligandů obsahujících tři oxazolinové kruhy. Bývají neutrální, ale i přesto, díky chelataci, vytváří stálé komplexy s kovy, například kovy vzácných zemin. Komplexy těchto ligandů mají využití jako asymetrické katalyzátory.

## Příprava
Trisoxazoliny lze syntetizovat přímo, nebo vytvořit modulární syntézou. Vzniklé ligandy mohou mít různé symetrie, přímou syntézou vznikají homochirální ligandy se symetrií C3 a při modulárním postupu se obvykle tvoří asymetrické sloučeniny se symetrií C1, které mohou být buď heterochirální, nebo obsahovat jak chirální, tak i nechirální skupiny. Rozdílné symetrie významně ovlivňují koordinační vlastnosti ligandů a katalytické vlastnosti jejich komplexů, přičemž C3-symetrické ligandy bývají lepšími asymetrickými katalyzátory.

### Přímé postupy
Přímou přípravu trisoxazolinů lze provést pomocí sloučenin jako jsou kyselina trimesinová a kyselina nitrilotrioctová.
Tento postup je jednoduchý, ale lze jím vytvořit jen omezené spektrum sloučenin, protože i možných výchozích látek není mnoho.

### Modulární postupy
Modulární syntézou lze vytvořit mnohem více různých struktur, ale protože se skládá z více kroků. tak celkové výtěžky bývají nízké. Nejprve se zvlášť připraví (většinou halogenovaný) monooxazolin a bisoxazolin, které se poté pojí poomocí silné zásady, například terc-butyllithia nebo bis(trimethylsilyl)amidu draselného.
Kromě zavádění heterochirality umožňuje modulární syntéza také tvorbu „křivých“ struuktur, jež mohou být využity jako škorpionátové ligandy.

## Použití

### Friedelovy–Craftsovy reakce
Trisoxazoliney se často zapojují do Friedelových–Craftsových alkylací indolů alkylidenmalonáty, katalyzovaných mědí; při těchto reakcích se dosahuje vysokých výtěžností i enantiomerních přebytků. Pozorován byl také vliv sterických efektů rozpouštědla na enantioselektivitu, pokud se reakce provádí v alkoholových rozpouštědlech a obrácení enantioselektivity při nahrazení silně koordinujících rozpouštědel slabě koordinujícími.

### Polymerizace
Komplexy kovů vzácných zemin, například s trisoxovými ligandy, jsou účinnými katalyzátory alfa-alkenů a vhodné k výrobě polyalkenů s vysokými takticitami. Výpočetní modely mechanismů polymerizaci naznačují, že vysoká takticita je způsobována kinetickými faktory.